# Bataille de Fort Wayne
La bataille de Fort Wayne eut lieu le 18 octobre 1790, opposant les Américains aux Miamis. Les Miamis étaient menés par Michikinikwa, tandis que les Américains étaient conduits par le général Josiah Harmar.  Les Miamis furent victorieux.